# 城内关帝庙
城内关帝庙，位于山西省临汾市翼城县唐兴镇，建于清乾隆七年（1742年），由南向北依次建有戏台、石坊、过殿、春秋楼。春秋楼高17米。现为翼城博物馆。
2004年5月20日，城内关帝庙公布为临汾市文物保护单位。